# Mahmut Bilgili
Mahmut Bilgili (geb. ca. 1954 in Sarız; gest. kurz nach dem 5. Februar 1987 in Deventer, Niederlande, oder Umgebung) war ein türkischer Rechtsanwalt, der auf Befehl der Arbeiterpartei Kurdistans (PKK) getötet wurde. 
Bilgili studierte Rechtswissenschaften an der Universität Ankara und kam durch sein Studium und seine Heirat in Kontakt mit der PKK. Er fungierte als Prozessbeobachter bei Gerichtsverfahren gegen PKK-Mitglieder entweder nach dem Militärputsch in der Türkei 1980 oder, wie der kurdische PKK-Opponent und Anwalt Hüseyin Yıldırım berichtete, im Jahr davor. Aufgrund dieser Tätigkeit wurde er zweimal festgenommen und nach Aussage des PKK-Dissidenten Selim Çürükkaya im Polizeigewahrsam schwer gefoltert. Durch Aussagen eines Überläufers aus der PKK wurde Bilgili schließlich vom Militärgericht Diyarbakır wegen Mitgliedschaft in der PKK zu einer langjährigen Haftstrafe verurteilt. Ein Prozessbeobachter schilderte die Anschuldigungen des Überläufers bei dem Verhandlungstag vom 14. Juli 1982.
Bilgili verbrachte fünf Jahre im berüchtigten Gefängnis Diyarbakır. Nach seiner Haftentlassung floh Bilgili in die Niederlande, stellte dort 1986 einen Asylantrag und war innerhalb der PKK aktiv. 
Der damalige Europverantwortliche der PKK Duran Kalkan verlangte von Bilgili, dass er nach Syrien zu Abdullah Öcalan reisen solle. Bilgili weigerte sich. Nach Aussage des kurdischen Menschenrechtlers Şerafettin Kaya berichtete Bilgili ihm, dass Abdullah Öcalan verlangt habe, dass er ein Buch über die Haft schreiben solle, in dem bestimmte Personen kritisiert oder des Verrats beschuldigt werden sollten. Bilgili weigerte sich, Öcalan aufzusuchen und ein solches Buch zu schreiben. Er verschwand am 5. Februar 1987 in Deventer. Nach Ermittlungen der niederländischen Polizei wurde er zunächst entführt und in Hengelo in der Wohnung des Organisationsmitgliedes Ömer Tel festgehalten. Sein Leichnam wurde am 26. März 1987 durch einen Schiffer entdeckt und aus dem Twentekanal in der Nähe von Markelo geborgen. Die Polizei vermutete damals zunächst interne Auseinandersetzungen innerhalb der PKK als Motiv. Bilgili sei zu gemäßigt gewesen.
Der Obduktionsbericht zeigte, dass Bilgili vor seinem Tod schwer gefoltert worden war. Das PKK-Mitglied Ömer Tel, das kurz danach wegen eines Überfalls der PKK auf Kurden der Organisation Rizgari verhört wurde, gab an, dass er bei der Beseitigung des Leichnams geholfen habe. Bilgili wurde in seiner Heimat, dem Landkreis Sarız in Kayseri beerdigt. 

## Deutungen
Der pensionierte Polizeikommissar van Soest, der damals auch mit dem Mord an Bilgili befasst war, schrieb 2006 mit Hilfe des Journalisten Elzo Springer ein Buch über den Fall mit dem Titel "Oh, was hij het...?" Darin versucht er den Zusammenhang zum Mord an Olof Palme nachzuweisen. Demnach sei Bilgili ein hochrangiges Mitglied der PKK gewesen, solle der schwedischen Polizei Informationen über den Mord an Palme geliefert haben und sei deshalb ermordet worden. 
Taner Akçam erklärte, dass Verwandte Bilgilis ihn damals über den Mord informiert hätten. Die PKK sei eine Art Mafia. Wer rede, werde getötet. Allerdings habe es Bilgili nicht retten können, dass er geschwiegen habe.
Der kurdische PKK-Opponent Hüseyin Yıldırım behauptet, dass Duran Kalkan den Mord an Bilgili befohlen habe, da er seine Loyalität zu Öcalan unter Beweis habe stellen müssen. Kalkans Entsendung nach Europa sei seine letzte Chance gewesen.